# Ascorhynchus foresti
Ascorhynchus foresti is een zeespin uit de familie Ascorhynchidae. De soort behoort tot het geslacht Ascorhynchus. Ascorhynchus foresti werd in 1991 voor het eerst wetenschappelijk beschreven door Stock. 